# Sixt

Sixt rent a car är hyrbilsleverantör, som grundades i Tyskland 1912 av Martin Sixt, med europeiskt huvudkontor i München. Idag är Sixt ett globalt företag och finns representerat i ungefär 100 länder över hela världen.